# Idoză
Idoza este o monozaharidă de tip aldoză (mai exact o aldohexoză) și are formula moleculară C6H12O6.  
Este un compus neîntâlnit în natură, dar acidul său uronic, acidul iduronic, este un compus important.